# Navur
Navur (in armeno Նավուր?) è un comune dell'Armenia di 1 342 abitanti (2010) della provincia di Tavush.